# Daemonorops acehensis
Daemonorops acehensis är en enhjärtbladig växtart som beskrevs av Himmah Rustiami.
Daemonorops acehensis ingår i släktet Daemonorops och familjen Arecaceae. Artens utbredningsområde är Sumatera. Inga underarter finns listade i Catalogue of Life.